# Shinyanga (MC)
Shinyanga (MC) (auch Manispaa ya Shinyanga und Shinyanga Mjini genannt) ist ein Distrikt der Region Shinyanga in Tansania. Er grenzt im Osten an den Distrikt Kishapu und im Westen an den Distrikt Shinyanga.

## Geographie
Shinyanga (MC) hat eine Fläche von 555 Quadratkilometern und 214.744 Einwohner (Volkszählung 2022). Der Distrikt liegt auf einem flachen Hochland etwa 1100 Meter über dem Meer mit flachen Hügeln im Westen und im Nordwesten. Der städtische Bereich umfasst rund 25 Quadratkilometer. Die Vegetation auf dem Land besteht hauptsächlich aus Grasland mit Akazien.
Das Klima im Distrikt ist ein lokales Steppenklima mit geringen Niederschlägen von durchschnittlich 624 Millimetern im Jahr. Diese fallen hauptsächlich in den Monaten November bis April, vor allem von Juni bis September ist es sehr trocken. Die Durchschnittstemperatur liegt zwischen 23,1 Grad Celsius im Dezember und 25,9 Grad im Oktober.

## Geschichte
Im Zentrum des ursprünglichen Zentrums, das heute als „Alt-Shinyanga“ bezeichnet wird, stand ein großer Baum, der von den Einheimischen Inyanga genannt wurde. Daraus entstand der Name Shinyanga. Die Siedlung wuchs und wurde auch ein Zentrum der Verwaltung der deutschen Kolonialherrscher. Nach dem Bau der Eisenbahnlinie von Tabora nach Mwanza wurde das Zentrum 15 Kilometer weiter nach Süden in das heutige Shinyanga verlegt.
Die Gründung des Stadtrates erfolgte 1980, im Jahr 2000 wurde Shinyanga zum Municipal Council (MC) erhoben.

## Verwaltungsgliederung
Der Distrikt besteht aus einem Wahlkreis (Jimbo) Shinyanga Mjini und 17 Bezirken (Kata):
- Chamaguha
- Chibe
- Ibadakuli
- Ibinzamata
- Kitangili
- Kambarage
- Kolandoto
- Kizumbi
- Lubaga
- Masekelo
- Mjini
- Mwamalili
- Mwawaza
- Ndala
- Ndembezi
- Ngokolo
- Old Shinyanga

## Bevölkerung
Die Bevölkerungszahl stieg von 98.682 im Jahr 1988 auf 134.523 bei der Volkszählung 2002 und weiter auf 161.391 im Jahr 2012. Im Jahr 2016 hatte der Distrikt 175.245 Einwohner. Bei der Volkszählung 2022 lebten 214.744 Menschen in 51.714 Haushalten.
Bevölkerungsentwicklung:
| Volkszählung | Einwohner |
| ------------ | --------- |
| 1988         | 98.682    |
| 2002         | 134.523   |
| 2012         | 161.391   |
| 2022         | 214.744   |

## Einrichtungen und Dienstleistungen
- Bildung: Im Distrikt befinden sich 48 öffentliche und 7 private Grundschulen, sowie 17 öffentliche und 6 private weiterführende Schulen.[10]
- Gesundheit: Für die medizinische Versorgung der Bevölkerung gibt es ein Gesundheitszentrum und 10 Apotheken.[11]
- Wasser: Als Wasserquellen stehen der Ning’hwa-Staudamm, 423 Handpumpen, 24 Bohrlöcher, 21 elektrische Pumpen und das Wasserversorgungssystem des Victoriasees zur Verfügung.[12]
- Elektrizität: Shinyanga ist an das nationale Stromnetz angeschlossen.[13]

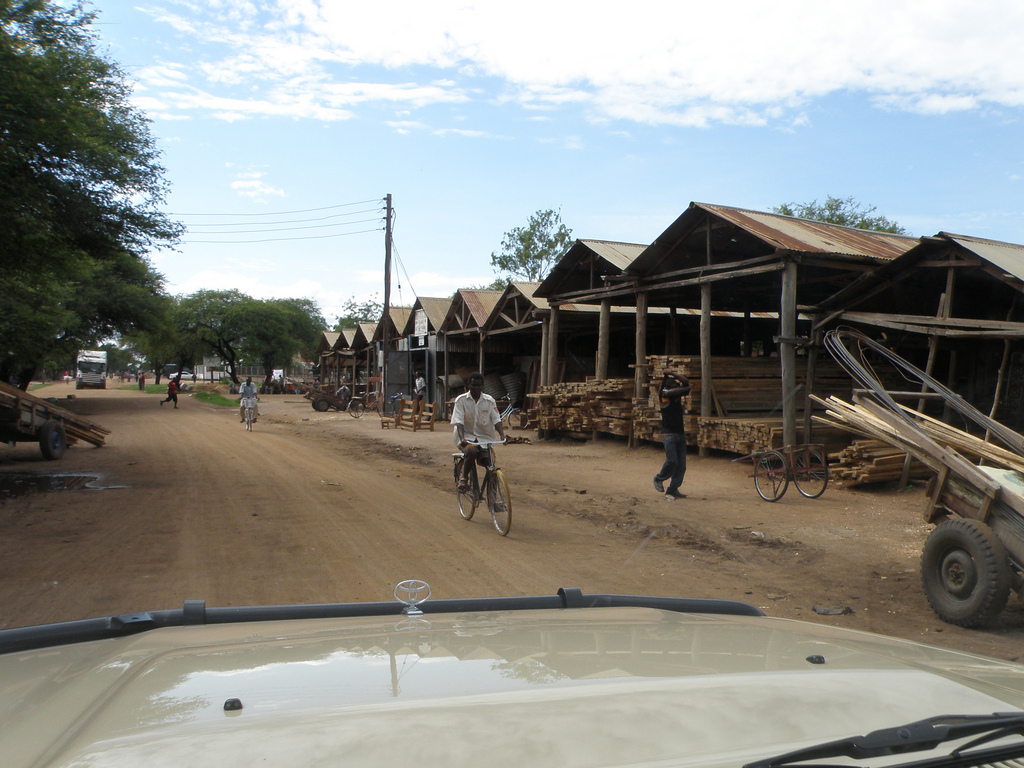
Holzmarkt in Shinyanga

## Wirtschaft und Infrastruktur
Die wichtigsten Bereiche der Wirtschaft sind Ackerbau und Viehzucht, sowie Handel und Gewerbe.
- Landwirtschaft: Die Landwirtschaft beschäftigt 70 Prozent der Bevölkerung. Für die Selbstversorgung werden vor allem Mais, Hirse, Sorghum, Reis, Maniok, Süßkartoffeln und Bohnen angebaut. Für den Verkauf wird Baumwolle kultiviert.[14]
- Produktion: Im Distrikt befinden sich 8 Entkernungsbetriebe, 7 Ölmühlen und 56 Gewerbebetriebe.[15]
- Eisenbahn: Durch die Stadt Shinyanga verläuft die von Tanzania Railways betriebene Eisenbahnlinie von Tabora nach Mwanza.[16]